# Nele Huisman
Nele Huisman, née à Ixelles en 1939 est une architecte et enseignante belge. Elle est à l'origine de plusieurs réalisations d'immeubles et de rénovations à Bruxelles ainsi que des villas dans le Brabant-Wallon. Elle est également une des premières femmes professeure à l'Institut Supérieur d'Architecture de la Communauté Française de La Cambre.

## Biographie
Nele Huisman naît à Ixelles en 1939. Elle suit des études d'architecture à l'Ecole Nationale Supérieure d'Architecture et des Arts Décoratifs (Ensaad) de La Cambre à Ixelles et obtient son diplôme en 1963. Elle fait partie de la minorité de femmes participant à ce cursus au sein de l'école.

## Carrière

### Architecte praticienne
À la suite de ses études, Nele Huisman est engagée par l'architecte bruxellois André Jacqmain pour qui elle travaille durant 15 ans. En 1984, elle s'associe avec Paul Szternfeld (1939), un autre ancien associé de Jacqmain, pour fonder leur propre bureau à la suite de désaccords avec ce dernier. Ensemble, les architectes réaliseront à la fois des transformations de bâti existant et des bâtiments neufs, principalement à Bruxelles et dans le Brabant-Wallon.
L'historienne de l'architecture Anne Van Loo décrit les réalisations des 2 associés comme inspirées de la Sécession viennoise, de l'Art-déco ou encore du mouvement moderne, très prisé par La Cambre à cette époque.

### Enseignante
En parallèle, elle devient enseignante à l'ISACF La Cambre en 1981. Elle y est une des premières femmes à enseigner le projet d'architecture dans un atelier. Par la suite elle sera chargée du cours sur la représentation de l'architecture donné en première année. En 2010 elle a participé à la première réunion organisée par le laboratoire de recherche d'histoire, théorie et critique hortence, créé à la suite du changement de statut de l'école, désormais liée à l'Université Libre de Bruxelles. 

## Réalisations architecturales
- 1983 : pavillon de plaisance dans un jardin aménagé par Jacques Wirtz, Bierges[1]
- 1985 : transformation du magasin Cortina à Luxembourg[1]
- 1988 : ensemble d'immeubles-villas, Uccle[1]
- 1990 : immeuble à appartement Royal Garden, 2 rue du Buisson à Bruxelles extension-sud[6]
- 1991 : maison d'Alain Mabille, Ohain[1]
- 1992 : transformation du marché aux fleurs à Anvers[1]

### Récompenses et Prix
- 1984 : Prix Robert Maskens pour le pavillon de plaisance à Bierges[1]

## Publications
Après sa carrière d'enseignante à l'ISACF La Cambre, Nele Huisman a dirigé la rédaction et participé à plusieurs ouvrages communs sur l'architecture, notamment en partenariat avec des collègues.
- 1994 : Travail de 4 architectes, Bruxelles, ISACF La Cambre
- 1994 : Claude-Nicolas - La Saline Royale de Chaux à Arc-et-Senans, Bruxelles, ISACF La Cambre
- 1995 : Berlin Weimar Dessau, Bruxelles, ISACF La Cambre
- 1997 : 16 maisons à la recherche de la lumière, Bruxelles, ISACF La Cambre